# استونی ۲۰۰
استونی ۲۰۰ (روسی: Ээсти 200) یک حزب لیبرال در استونی است که به لیبرالیسم اجتماعی و لیبرالیسم اقتصادی پایبند است. این حزب در ۳ نوامبر ۲۰۱۸ تاسیس شده است.